# Heliotropium piurense
Heliotropium piurense är en strävbladig växtart som beskrevs av Ivan Murray Johnston. Heliotropium piurense ingår i Heliotropsläktet som ingår i familjen strävbladiga växter. Inga underarter finns listade i Catalogue of Life.